# رايان لويس
رايان لويس (بالإنجليزية: Ryan Lewis)‏ هو منتج موسيقي ودي جي وموسيقي أمريكي مُستقر في مدينة سياتيل، ولد في 25 مارس 1988 في مدينة سبوكان فالي، واشنطن في الولايات المتحدة، كان له أغنية شهيرة مع ماكليمور can't hold us والتي احتلت المرتبة الأولى في الولايات المتحدة لعدة أسابيع وكان له أعمال أيضاً مع راي دالتون.

## روابط خارجية
- رايان لويس على موقع ميوزك برينز (الإنجليزية)
- رايان لويس على موقع أول ميوزيك (الإنجليزية)
- رايان لويس على موقع ديسكوغز (الإنجليزية)

- الموقع الرسمي